# Susacón
Susacón – miasto w Kolumbii, w departamencie Boyacá.